# Dendrocitta leucogastra
La urraca ventriblanca (Dendrocitta leucogastra) es una especie de ave paseriforme de la familia Corvidae endémica de los bosques del suroeste de la India. En ciertas áreas habita la misma zona que la urraca vagabunda pero es fácil distinguirlos por su apariencia y llamado.

## Descripción
El blanco de su cabeza y cuerpo hace que sea fácil distinguirla de la urraca vagabunda simpatética. Esta especie por lo general se encuentra en bosques más espesos y menos asociados con asentamientos humanos que la urraca vagabunda.
Cuando canta, el ave se inclina y baja sus alas. Varias aves pueden posarse en un árbol y realizar cantos de forma repetida durante la temporada de reproducción anterior al monzón (principalmente abril-mayo aunque algunas comienzan en febrero). El nido es una plataforma de palillos ubicada en un árbol de mediano porte. La puesta consiste de tres huevos, de color gris ceniza con pintas verdes y grises.
Es común verlos en bandadas mixtas mientras se procuran el alimento y a menudo junto con ejemplares de Dicrurus paradiseus.

## Distribución
Se lo encuentra en los bosques de los Ghats occidentales principalmente al sur de Goa. Un registro de Erimalai cerca de Dharmapuri e informes de Surat Dangs y los Ghats al sureste de Andhra Pradesh indican la presencia de poblaciones fuera de la zona principal en la que habita. Existen dudas sobre la validez de un registro de la zona central de India (Chikalda, Gawilgarh).

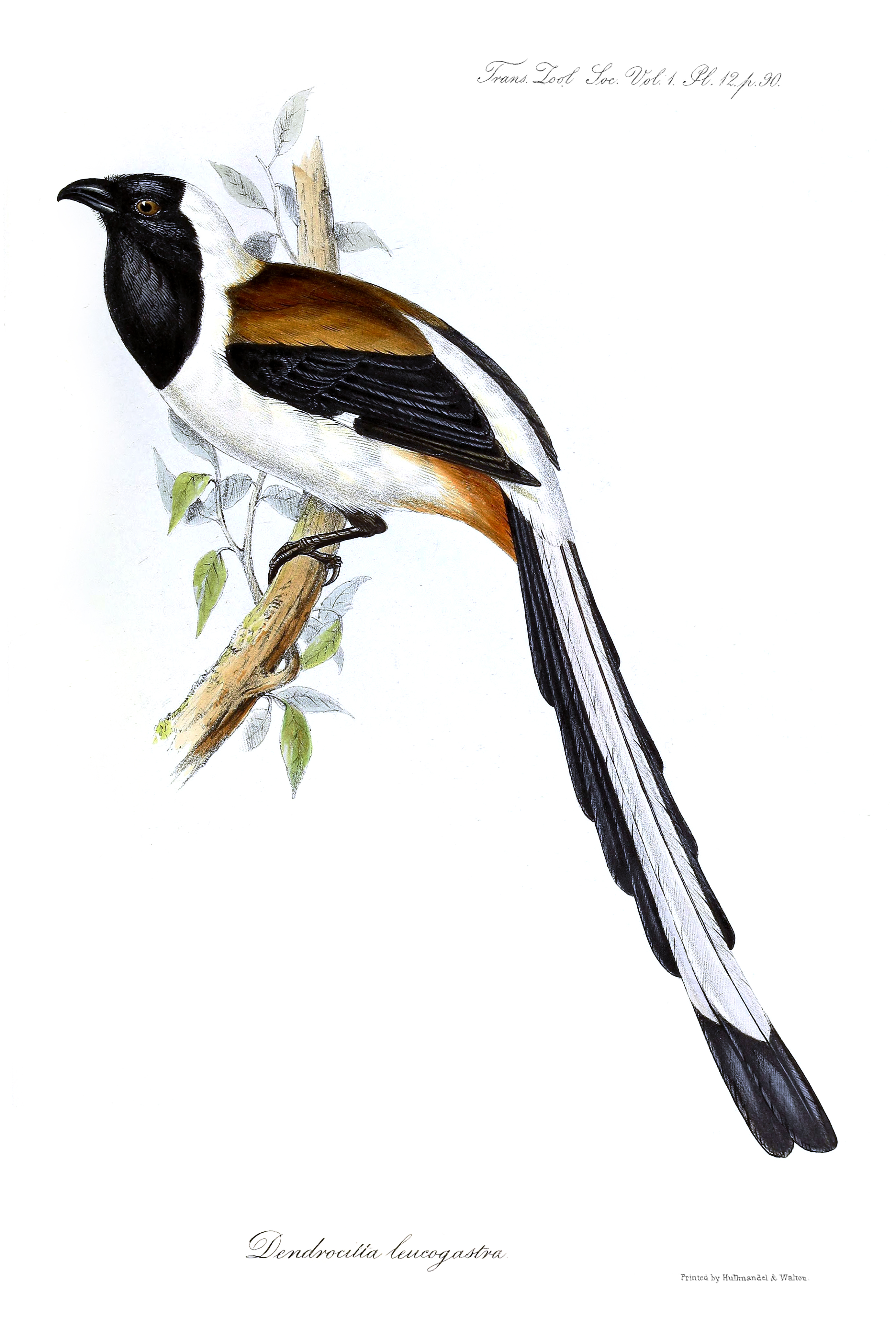
Ilustración de John Gould, 1835

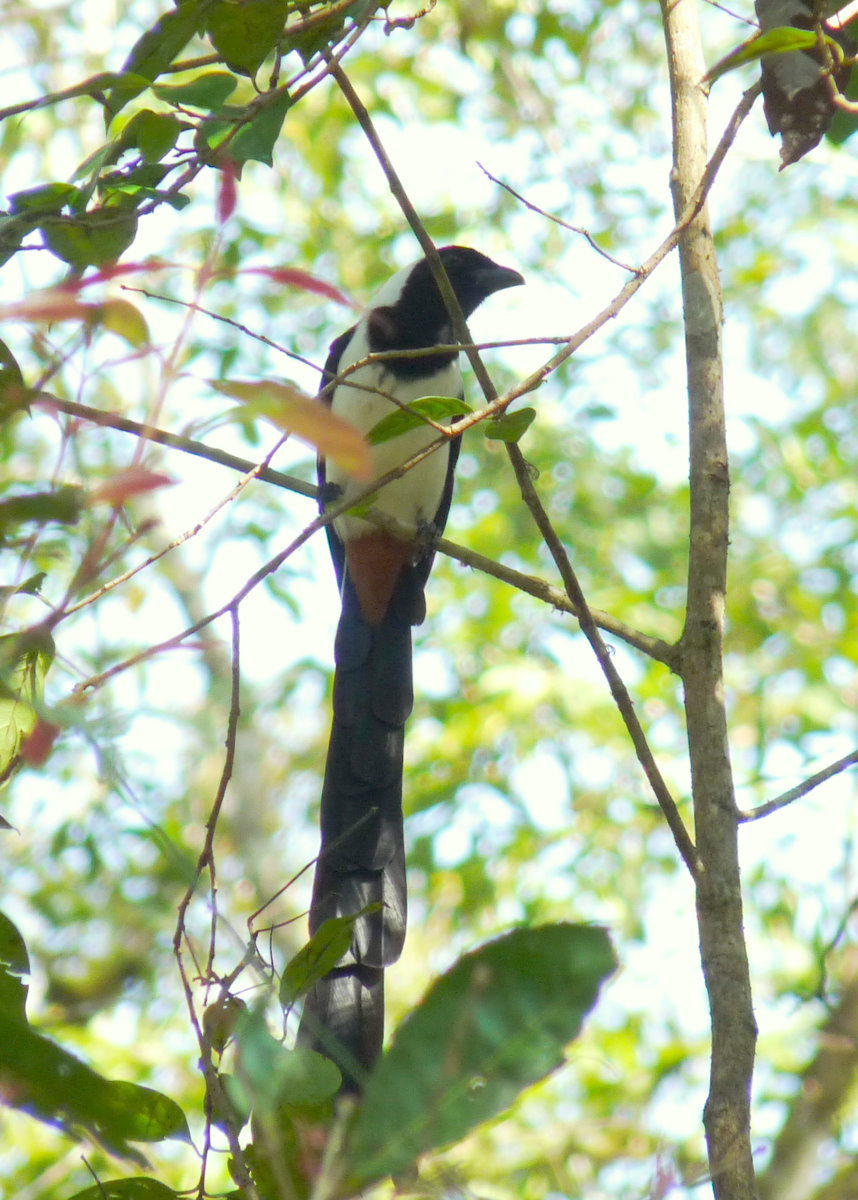
En Manamboli, Parque Nacional y Santuario de Vida Salvaje Indira Gandhi, Anamalais, Valparai, Tamil Nadu, India
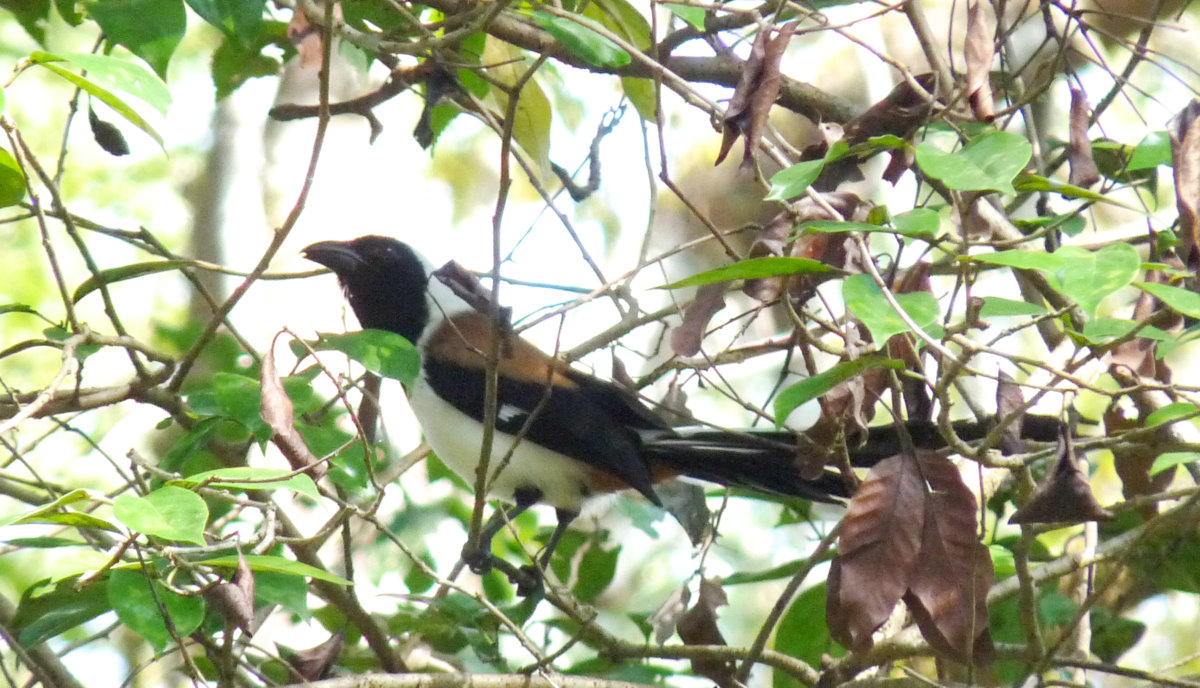
En Manamboli, Parque Nacional y Santuario de Vida Salvaje Indira Gandhi, Anamalais, Valparai, Tamil Nadu, India